# Medi de cultiu

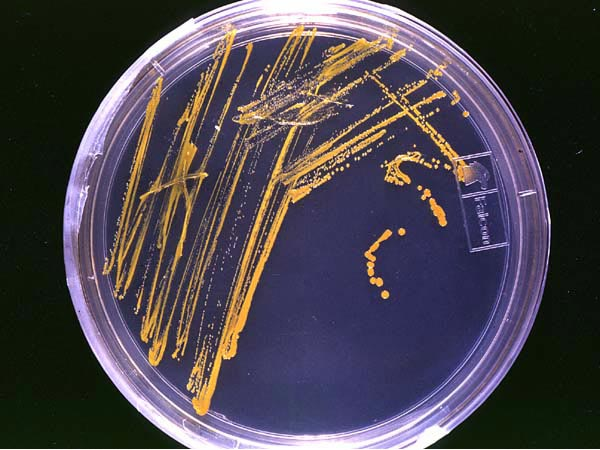
Una placa de Petri amb un medi de cultiu basat en gel d'agar-agar. les línies corresponen a bacteris que han “crescut” sobre el medi.

Un medi de cultiu o simplement medi és un líquid o un gel dissenyat per fer de suport a la proliferació cel·lular de microorganismes, cèl·lules, o petites plantes com per exemple la molsa Physcomitrella patens o en cultiu tissular de plantes.
En principi, les cèl·lules disposen dins aquest medi els compostos indispensables per a la seva multiplicació en gran nombre, ràpidament, però també de vegades els elements que permetran privilegiar un determinat gènere o família.
Un medi de cultiu generalment es compon d'un substrat (agar, aigua, minerals...) i les substàncies orgàniques i/o inorgàniques per a la seva proliferació encara que segons les circumstàncies poden incloure biocides per limitar la proliferació d'espècies no desitjades i indicadors de pH que canvia de color del pH o de la reacció d'òxido-reducció per permetre formular les hipòtesis sobre el gènere.

## Tipus
Hi ha diferents tipus de medis de cultiu per la proliferació de diferents tipus de cèl·lules.
Hi ha dos tipus principals de medis de cultiu: aquells que es fan servir en cultiu cel·lular (de cèl·lules de plantes i d'animals) i els de cultiu microbiològic (per microorganismes com són els bacteris i llevats o inclús virus). Alguns microorganismes tenen requeriments especials com ocorre amb els virus que en ser paràsits obligats intracel·lulars necessiten un medi de creixement que contingui cèl·lules vives.

### Medi mínim
Un medi mínim o medi definit és aquell que té els elements químics estrictament necessaris per a la proliferació cel·lular, sota una forma utilitzable pels bacteris que no tenen exigències particulars.
- Composició d'un medi mínim:
  - Una font de carboni i d'energia, generalment la glucosa.
  - Una font de potassi i de fòsfor: K₂HPO₄
  - Una font de nitrogen i de sofre: (NH₄)₂SO₄
  - Una font de magnesi: MgCl₂
  - Una font de calci: CaCl₂
  - Una font de ferro: es fa servir el citrat de ferro i així es manté el ferro en solució
  - Una font d'oligoelements: com Cu, Zn, Co, Ni, B, Ti
  - Una font d'aigua, es fa servir aigua destil·lada estèril
  - Un tampó de pH: que permet mantenir un pH adequat: KH₂PO₄ per exemple

### Medi de cultiu selectiu
Els medis de cultius anomenats selectius permeten únicament el creixement de certs gèneres de microorganismes. Per això s'afegeix al medi productes que inhibeixen el creixement dels microorganismes indesitjables com per exemple el clorur de sodi a gran concentració, el tiosulfat de sodi, certs antibiòtics, etc. Amb això es poden seleccionar els microorganismes que es troben en l'inòcul inicial del cultiu.
Per exemple, el medi de cultiu Willis-Hobbs n'és un exemple. S'utilitza per a l'aïllament i identificació de Clostridium spp., entre ells de Clostridium botulinum.

### Medi diferencial
També dit medi indicador permet distingir dos tipus de microorganismes que es desenvolupin en el mateix medi.
Un exemple de medi diferencial és l'EMB (amb blau de metilè) que diferencia la fermentació de la lactosa de la de la sacarosa.